# 维尔德峰
维尔德峰（德語：Wildspitze）是奧地利的山峰，位於該國西南部，由蒂羅爾州負責管轄，屬於厄茨塔爾山的一部分，海拔高度3,770米，人類在1848年首次登上該山峰。